# آلن بربریان
آلن بربریان (ارمنی: Ալեն Բերբերյան فرانسوی: Alain Berberian‎؛ (زادهٔ ۲ ژوئیه ۱۹۵۳ در بیروت و درگذشتهٔ ۲۲ اوت ۲۰۱۷ در پاریس)، کارگردان و فیلم‌نامه‌نویس ارمنی‌تبار اهل فرانسه بود.

## زندگی‌نامه
آلَن بربریان از پدری ارمنی و مادری یونانی در ۱۹۵۳ در بیروت زاده شد. او دورهٔ کودکی و جوانی‌اش را در لبنان گذراند. پس از ادامهٔ تحصیل در فرانسه به استخدام شبکهٔ کانال + درآمد. او در ۱۹۹۴ با کارگردانی فیلم کمدی «شهر وحشت» [La Cité de la peur] Error: {{Lang-xx}}: متن دارای نشانه‌گذاری ایتالیک است (راهنما) وارد عرصهٔ سینما شد. این فیلم با اقبال فراوان روبه‌رو گردید و در ردیف فیلم کالت رده‌بندی شد. فیلم کمدی پاپاراتزی از دیگر ساخته‌های او در ۱۹۹۸ با بازیگری ونسان لندون است. فیلم «جزیرهٔ گنج» (۲۰۰۷) آخرین ساختهٔ بربریان با شکست روبه‌رو شد و همین امر سبب گردید که او حرفهٔ کارگردانی را کنار بگذارد.
آلن بربریان در پی یک دورهٔ طولانی بیماری در سن ۶۴ سالگی در پاریس درگذشت.